# Distretto di Jaisalmer
Il distretto di Jaisalmer è un distretto del Rajasthan, in India, di 507 999 abitanti. È situato nella divisione di Jodhpur e il suo capoluogo è Jaisalmer.